# Bezirk Magistrat der Stadt Krakau
Bezirk Magistrat der Stadt Krakau – dawny powiat (Bezirk) kraju koronnego Królestwo Galicji i Lodomerii, funkcjonujący w latach 1854–1867 i zarządzany przez Magistrat Krakowski. Siedzibą starostwa była miasto Krakau (Kraków).

## Historia
Bezirk Magistrat der Stadt Krakau utworzono w ramach reformy uwłaszczeniowej z okresu Wiosny Ludów (1848–1849), która likwidowała jurysdykcję właściciela ziemskiego nad poddanymi. W Galicji, dominium – jako podstawowa jednostka administracyjna i filar systemu feudalnego straciło rację bytu. Konieczne stało się zatem wprowadzenie nowego systemu administracyjnego, którego zręby powstały w latach 1851–1855. Nowy trójstopniowy podział administracyjny objął 21 cyrkułów (niem. Kreise), 179 małych powiatów (niem. Bezirke) i ponad 6000 gmin (niem. Gemeinde). 
Powiat objął obszar o wielkości 0,2 mil², zamieszkany przez 40.633 ludzi i podzielony na 4 gminy katastralne, w tym jedno miasto (Krakau). Zaliczany początkowo do cyrkułu krakowskiego, następnie stanowił odrębny cyrkuł. Był to najmniejszy powierzchniowo a zarazem najgęściej zaludniony Bezirk w całej Galicji.
Po nadaniu Galicji autonomii oraz powołaniu samorządu gminnego i powiatowego w 1865 zlikwidowano cyrkuły (Kreise). Dotychczasowe małe powiaty (Bezirke) w liczbie 179, utrzymały się do 1867 roku, kiedy to w następstwie kolejnej reformy administracyjnej (23 stycznia 1867) zostały zastąpione przez 74 większe powiaty ziemskie. Miasto Krakau (Kraków) utworzyło wtedy odrębny powiat grodzki, natomiast gminy Dąbie, Kawiory i Piaski weszły w skład nowo utworzonego powiatu krakowskiego (aż do ich włączenia do Krakowa w 1910 i 1911 roku).

## Podział administracyjny (1854)
| Lp. | Gmina jednostkowa | Powierzchnia | Ludność | Powiat w 1867 po zniesieniu |
| --- | ----------------- | ------------ | ------- | --------------------------- |
| 1   | Krakau (M)        | 1267         | 39701   | powiat grodzki Krakau       |
| 2   | Dąbie             | 603          | 392     | krakowski                   |
| 3   | Kawiory           | 18           | 48      | krakowski                   |
| 4   | Piaski            | 450          | 492     | krakowski                   |

Objaśnienie:
(M) = miasto; (m) = miasteczko